# Вулиця Клима Поліщука (Житомир)
Вулиця Клима Поліщука — вулиця в Богунському районі міста Житомир.
Названа на честь українського письменника та публіциста Клима Поліщука.

## Історія
Попередня назва — вулиця Ємєльянова. Відповідно до розпорядження Житомирського міського голови від 19 лютого 2016 року № 112 «Про перейменування топонімічних об'єктів та демонтаж пам'ятних знаків у м. Житомирі», перейменована на вулицю Клима Поліщука.